# Ri Kun-mo
Ri Kun-mo, también transliterado como Li Gun Mo o Ri Gun-mo, (P'yŏngan del Sur, 5 de abril de 1926-2001) fue un político norcoreano.
Fue Premier de Corea del Norte (primer ministro) entre 1986 y 1988, cuando fue reemplazado por Yon Hyong-muk debido a su mal estado de salud. Otras fuentes indican que fue retirado del cargo por el fracaso de la economía norcoreana durante su gestión. Luego fue degradado de la estructura partidaria, ocupando la secretaría del Partido del Trabajo de Corea en la provincia de Hamgyŏng del Norte. Fue también miembro del comité central del partido y de la 10° Asamblea Suprema del Pueblo.

## Carrera
Estudió en la Universidad Kim Il-sung, y obtuvo una licenciatura en ingeniería mecánica del Instituto de Ingeniería de Leningrado (actual San Petersburgo) en la Unión Soviética.
En 1958, fue nombrado vicejefe del Comité Central del partido y luego promovido en 1961. Fue jefe de la oficina de industria de maquinaria del comité en 1964. En 1968, asumió como ministro de la industria de maquinaria y dirigió la industria pesada del país. En 1981, ocupó varios cargos clave en el partido y el gabinete, incluyendo vice primer ministro del Consejo de Administración Estatal y jefe del buró industrial. En el cargo contribuyó a la normalización de una planta siderúrgica en Namp'o.
Falleció en 2001.